# Stazione di Labro-Moggio
La stazione di Labro-Moggio è una fermata ferroviaria posta sulla linea Terni-Sulmona. Sita nel territorio comunale di Colli sul Velino, serve anche i centri abitati di Labro e di Moggio (frazione di Rieti). È la prima stazione in territorio laziale dopo il confine con l'Umbria, dove si trova la precedente stazione di Marmore.

## Storia
L'impianto era originariamente un casello ferroviario posto a controllo del vicino passaggio a livello. Solo nel 1936 il casello fu trasformato in fermata, che fu attivata con l'orario del 1º dicembre.
Il nome della fermata fu in passato Colli sul Velino, poi modificato in Labro-Moggio.

## Strutture e impianti

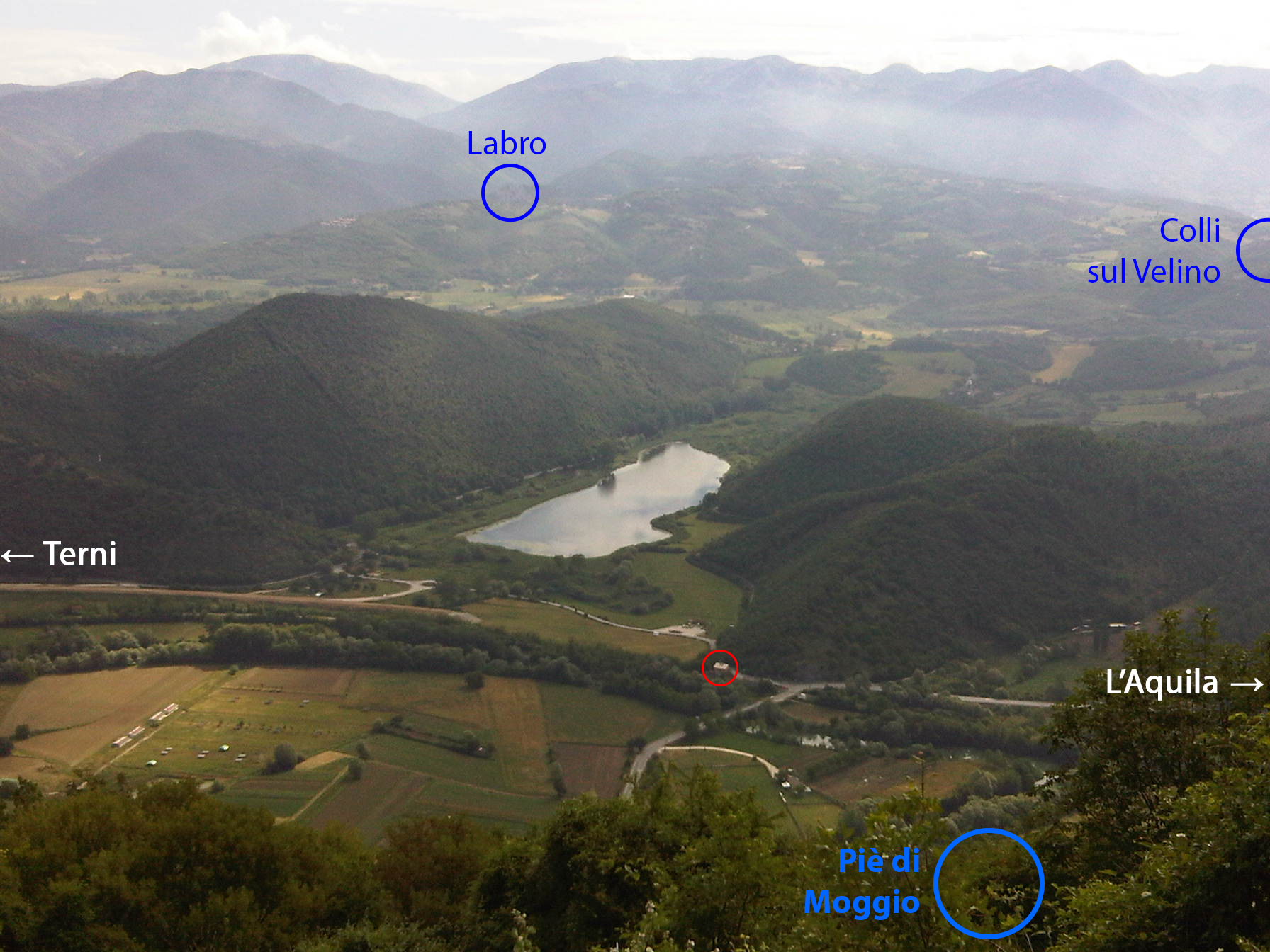
La stazione (cerchiata in rosso) fotografata dall'alto del borgo di Moggio. Sono visibili il lago di Ventina e gli altri centri abitati serviti.

La fermata sorge in corrispondenza del passaggio a livello sulla strada provinciale 1e (passaggio a livello molto trafficato dal momento che vi confluisce temporaneamente anche la superstrada Rieti-Terni, non ancora completata in quel tratto).
Lo scalo prende il nome dai centri abitati di Labro (da cui dista 8,5 km), piccolo comune dalla vocazione turistica, e di Moggio (da cui dista 5,1 km), piccolissima frazione del comune di Rieti in forte spopolamento, arroccata a 800 m s.l.m. sulla montagna che fiancheggia la ferrovia; più vicino e popoloso è il paese sorto ai suoi piedi, chiamato Piè di Moggio (che dista un chilometro dalla stazione). L'impianto ricade tuttavia nel territorio del comune di Colli sul Velino, che dista 4 km. È situato inoltre nelle immediate prossimità del lago di Ventina, che dista meno di 500 metri.
La fermata consta di un unico binario, servito da una banchina della lunghezza di 64 metri.
Il fabbricato viaggiatori è costituito da un ex casello convertito in stazione; al suo interno ospita locali tecnici non accessibili ai viaggiatori. Sulla banchina è collocata una pensilina nonché un secondo piccolo fabbricato dove si trovavano i servizi igienici (oggi murati).

## Movimento

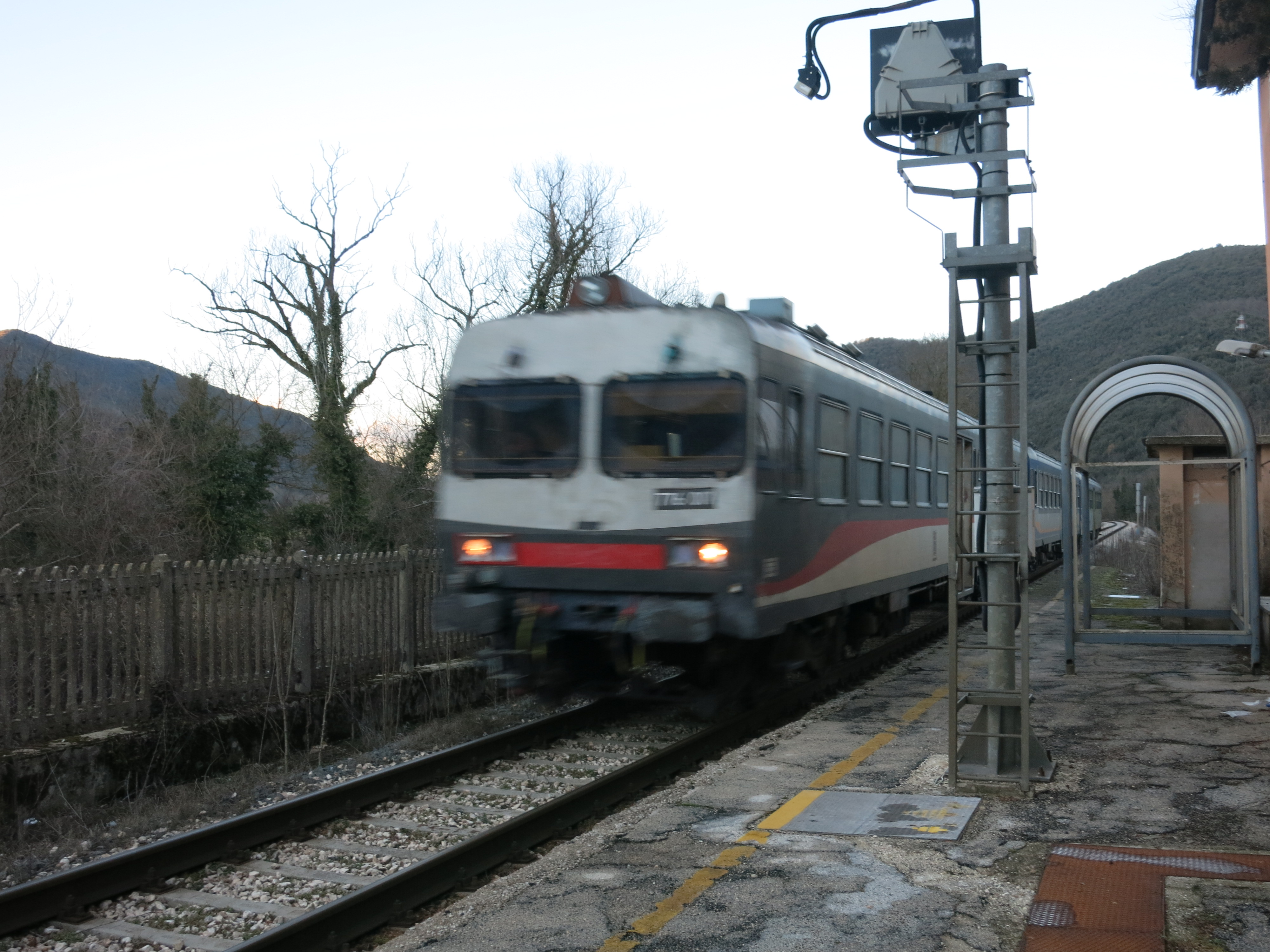
Una coppia di automotrici ALn 776 di FCU in transito nella stazione

Al 2007, l'impianto risultava frequentato da un traffico giornaliero medio di 8,5 persone.
Nella stazione fermano pochi treni al giorno, diretti a Terni o L'Aquila.